# Bref apostolique
Pour les articles homonymes, voir Bref.
Un bref apostolique, bref papal ou un bref pontifical, est un acte administratif du Saint-Siège appelé ainsi à cause de sa brièveté.